# Douglas Arnold
Douglas Norman Arnold (* 30. April 1954 in New York City) ist ein US-amerikanischer Mathematiker, der sich mit Angewandter und Numerischer Mathematik beschäftigt.

## Leben und Werk
Arnold studierte an der Brown University (Bachelor-Abschluss 1975) und an der University of Chicago, wo er 1976 seinen Master-Abschluss machte und 1979 bei Jim Douglas promovierte (An Interior Penalty Finite Element Method with Discontinuous Elements). Ab 1979 war er an der University of Maryland in College Park als Assistant Professor und ab 1989 als Professor. 1989 wurde er Mathematik-Professor an der University of Pennsylvania (wo er 1991 bis 1994 gleichzeitig Professor für Informatik war). 1996 bis 2001 war er dort Associate Director des Institute for High Performance Computing and Applications und von 1997 bis 2001 Ko-Direktor des Center for Computational Mathematics and Applications. Seit 2001 ist er Professor an der University of Minnesota, ab 2008 als McKnight Presidential Professor of Mathematics. 2001 bis 2008 war er dort Direktor des Institute of Mathematics and its Applications (IMA). Er war unter anderem Gastprofessor in Oslo (Centre of Mathematics for Applications), Pavia, am Mittag-Leffler-Institut, der Heriot-Watt-Universität, der Albert-Ludwigs-Universität Freiburg, der TH Darmstadt und der ETH Zürich.
Er beschäftigte sich unter anderem mit Finiten Elementen im Differentialformenkalkül und mit Anwendungen in der Allgemeinen Relativitätstheorie (zum Beispiel Kollision Schwarzer Löcher) und Elastizitätstheorie (Theorie von Platten und Schalen). Seine diskrete Version des Differentialformenkalküls (entwickelt ab etwa 2002) dient auch zur Untersuchung der Stabilität von Finite-Elemente-Lösungen in Problemen mit partiellen Differentialgleichungen.
2008/09 war er Guggenheim-Fellow. Seit 2009 ist er SIAM-Fellow, und gleichzeitig war er für 2009/2010 Präsident der Society for Industrial and Applied Mathematics (SIAM). 2010 wurde er zum Fellow der American Association for the Advancement of Science gewählt. Er ist auswärtiges Mitglied der Norwegischen Akademie der Wissenschaften. 2002 hielt er einen Plenarvortrag auf dem Internationalen Mathematikerkongress (ICM) in Peking (Differential Complexes and Numerical Stability). 1991 erhielt er den ersten Giovanni-Sacchi-Landriani-Preis der Lombardischen Akademie der Wissenschaften. Er ist Fellow der American Mathematical Society.
Zusammen mit Jonathan Rogness ist er Autor eines preisgekrönten Films über Möbiustransformationen, das auf YouTube über 2 Millionen Mal (2024) gesehen wurde.